# Sint-Petrus'-Bandenkerk (Rijsenburg)
De Sint-Petrus'-Bandenkerk is een kerk in Rijsenburg in de Nederlandse provincie Utrecht.

## Geschiedenis
De ondernemer Petrus Judocus van Oosthuyse (1763-1818) en zijn vrouw Margaretha de Jongh (1769-1846) huurden vanaf 1785 de buitenplaats Sparrendaal, die zij in 1805 kochten. In 1806 kocht Van Oosthuyse ook de ambachtsheerlijkheid Rijsenburg.
Twee jaar later lieten zij door de Haagse meestertimmerman Adrianus Tollus een kerk ontwerpen. In 1809 werd de eerste steen gelegd en op 1 augustus 1810, de dag van Sint-Petrus' Banden, werd de kerk aan het halfcirkelvormige plein in gebruik genomen. De naam Petrus is tevens de voornaam van Van Oosthuysen, de banden verwijzen naar de banden waarvan een engel Petrus bevrijdde nadat deze door Herodus was gevangen gezet. Het was de eerste katholieke kerk in de provincie Utrecht die na de reformatie werd gebouwd en is de enige in empirestijl in Nederland. In het fronton boven de Dorische zuilenentree is het alziend oog afgebeeld.
De kerk is van oorsprong een eenvoudige zaalkerk. In het laatste kwart van de 19e eeuw werd de kerk verdiept met twee traveeën en een apsis, naar plannen van architect Lambert Hezenmans. In 1952 werd deze uitbouw vervangen door een nog grotere, er werd daarbij een dubbele dwarsbeuk met koor aangebouwd, waardoor een kruisvormige plattegrond ontstond.
Aan de achtergevel van de kerk hangt tegen de apsis het wapen van mgr. Zwijsen. Het is afkomstig van de voorgevel van het in 1968 gesloten grootseminarie Rijsenburg. Op de restanten van het kerkhof achter de kerk staat de graftombe van de familie Van Rijckevorsel, deze werd in 1859 gemaakt voor beeldhouwer Edouard François Georges.

## Interieur
In de kerk bevinden zich onder meer 19e-eeuwse beelden van Jozef en Maria en een bronzen lezenaar van Niel Steenbergen (1988). De kapitelen in het oude deel van de kerk werden gemaakt door de beeldhouwer Hubertus Rijnbout(t). Bij een restauratie in 2002 werden deze verguld. Het altaar dat werd geplaatst bij een restauratie in de jaren 70 heeft aan de voorzijde een reliëf dat de geseling van Christus toont. Het reliëf werd in de 16e eeuw in Mechelen gemaakt en was eerder geplaatst in het altaar uit 1810, als geschenk van de kerkstichters. De heer van Rijsenburg schonk ook 17e-eeuws kerkzilver. In 1877 schonken de parochianen een door de Utrechtse edelsmid G.B. Brom vervaardigde zilveren godslamp, ter gelegenheid van het zilveren priesterjubileum van pastoor Cornelis Bernardus Verheul.
Glas in lood
In het oude deel zijn aan weerszijden rondboogvensters tussen pilasters geplaatst. Een aantal vensters in de kerk heeft gebrandschilderd glas. Joannes van Rijckevorsel, een kleinzoon van de stichters, maakte twee glas-in-loodmedaillons (1839) die werden geplaatst in de sacristie en het Petrusraam (1841). Otto Mengelberg was verantwoordelijk voor het Corneliusraam, dat werd geplaatst bij het gouden priesterfeest van pastoor Verheul (1902), die bij die gelegenheid werd benoemd tot geheim kamerheer van de paus. Ter gelegenheid van het 200-jarig bestaan van de kerk in 2010, maakte Ramon de Geus vier gebrandschilderde medaillons met de symbolen van de vier evangelisten. 
Graftombe
In een kapel bij de ingang bevindt zich de graftombe voor de stichters van de kerk, opgericht in opdracht van hun kleinkinderen. Het monument werd in 1863 gemaakt door de Belgische beeldhouwer Joseph Ducaju. Het toont een grote witmarmeren treurende maagd, gekleed in gedrapeerd gewaad en gezeten op een grijze trap. Ze houdt in haar rechterhand een lauwerkrans en steunt met haar linkerarm op het wapen van de ambachtsheerlijkheid Rijsenburg. De vrouw zit voor een rechtopstaande steen, met Latijnse inscriptie en in reliëf het alliantiewapen Van Oosthuyse-de Jongh.

## Afbeeldingen

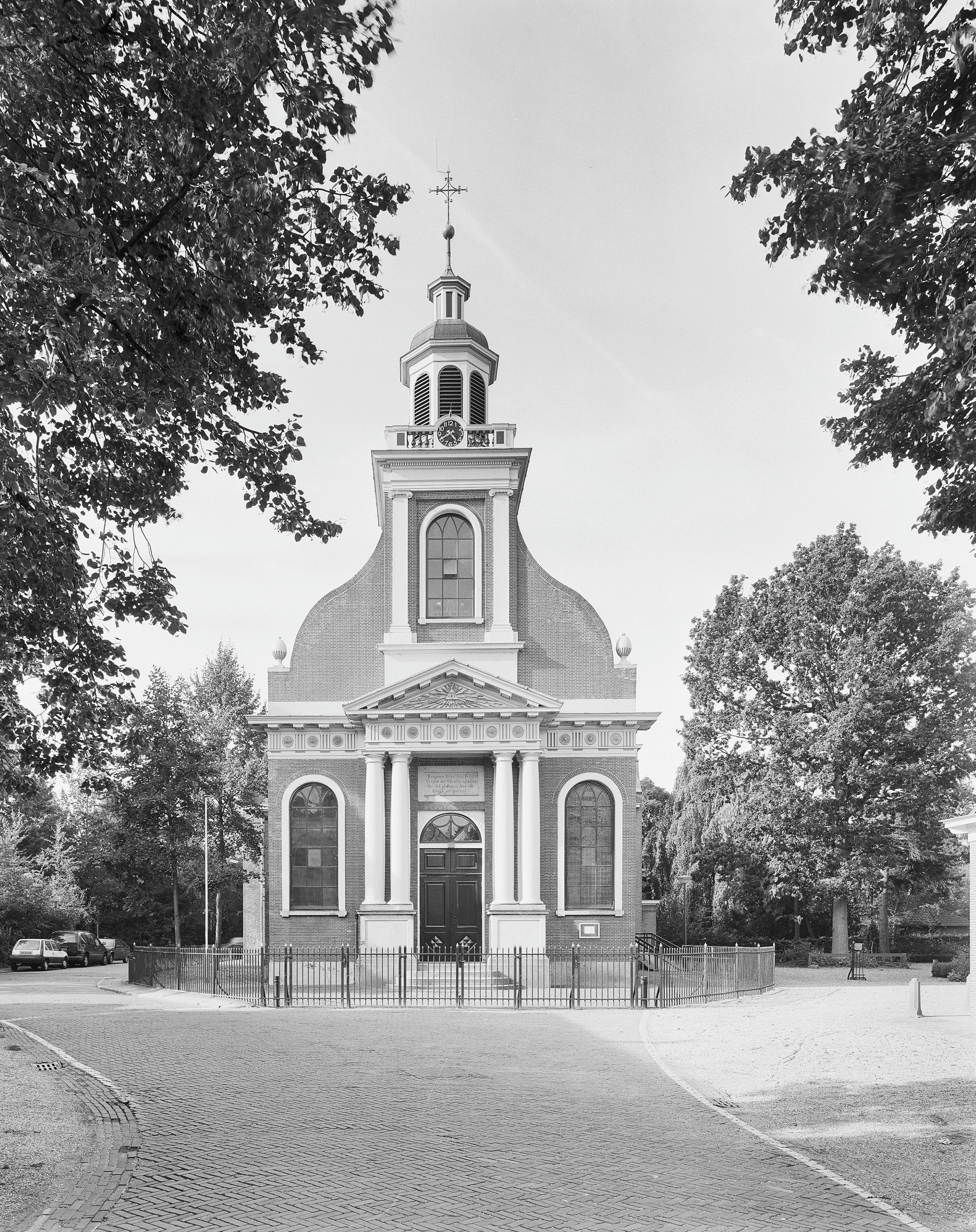
De kerk in 1997
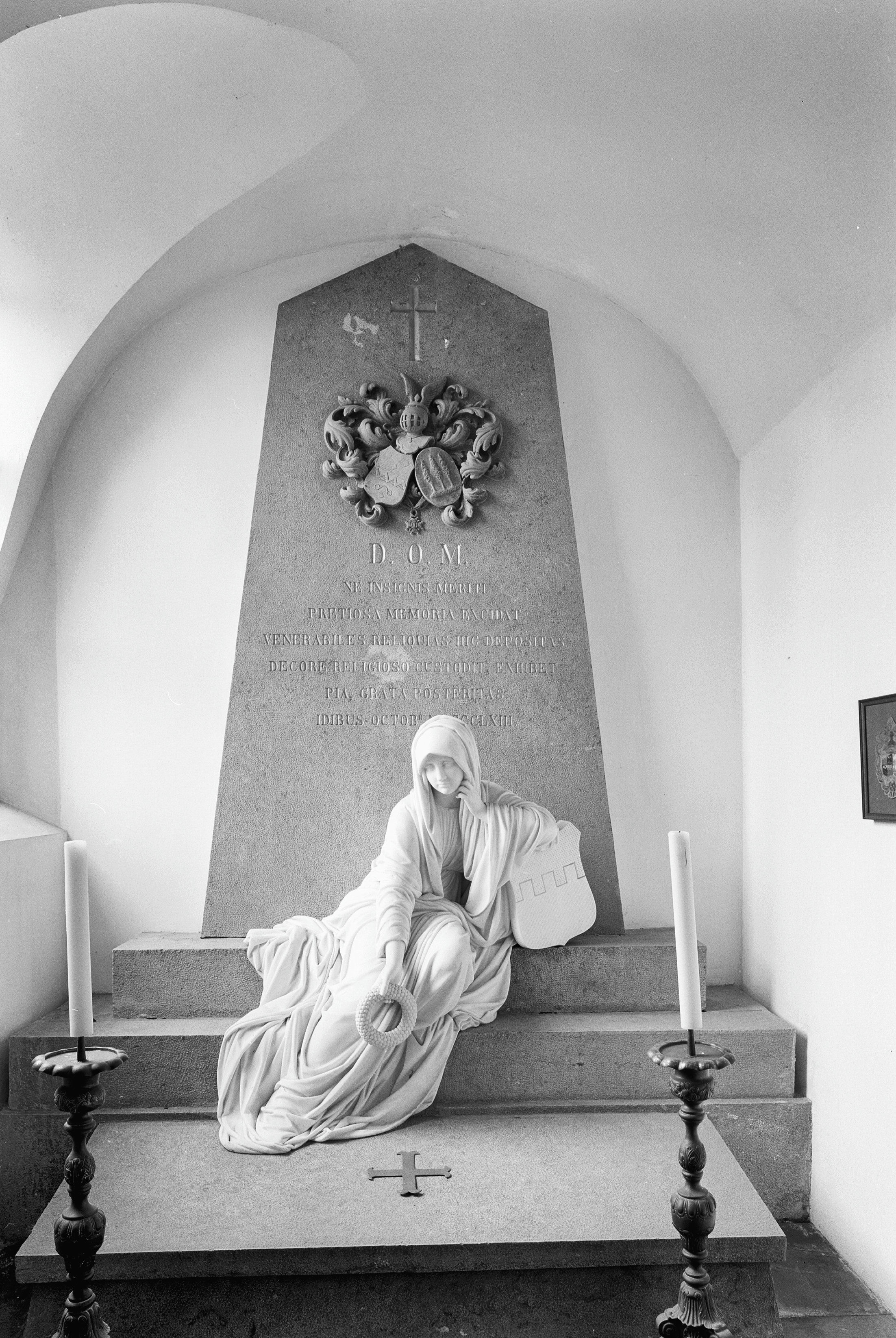
grafkapel
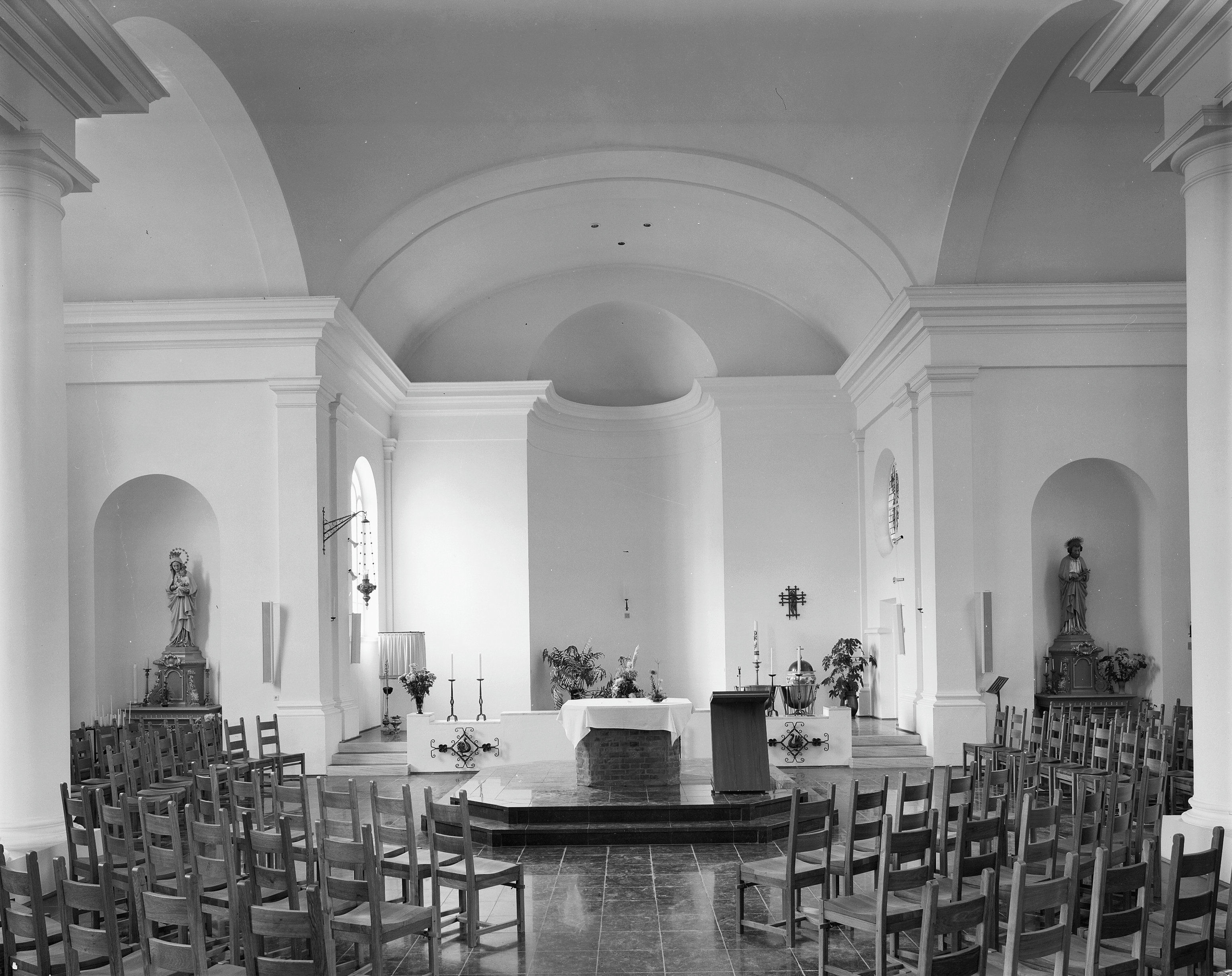
zicht op het koor
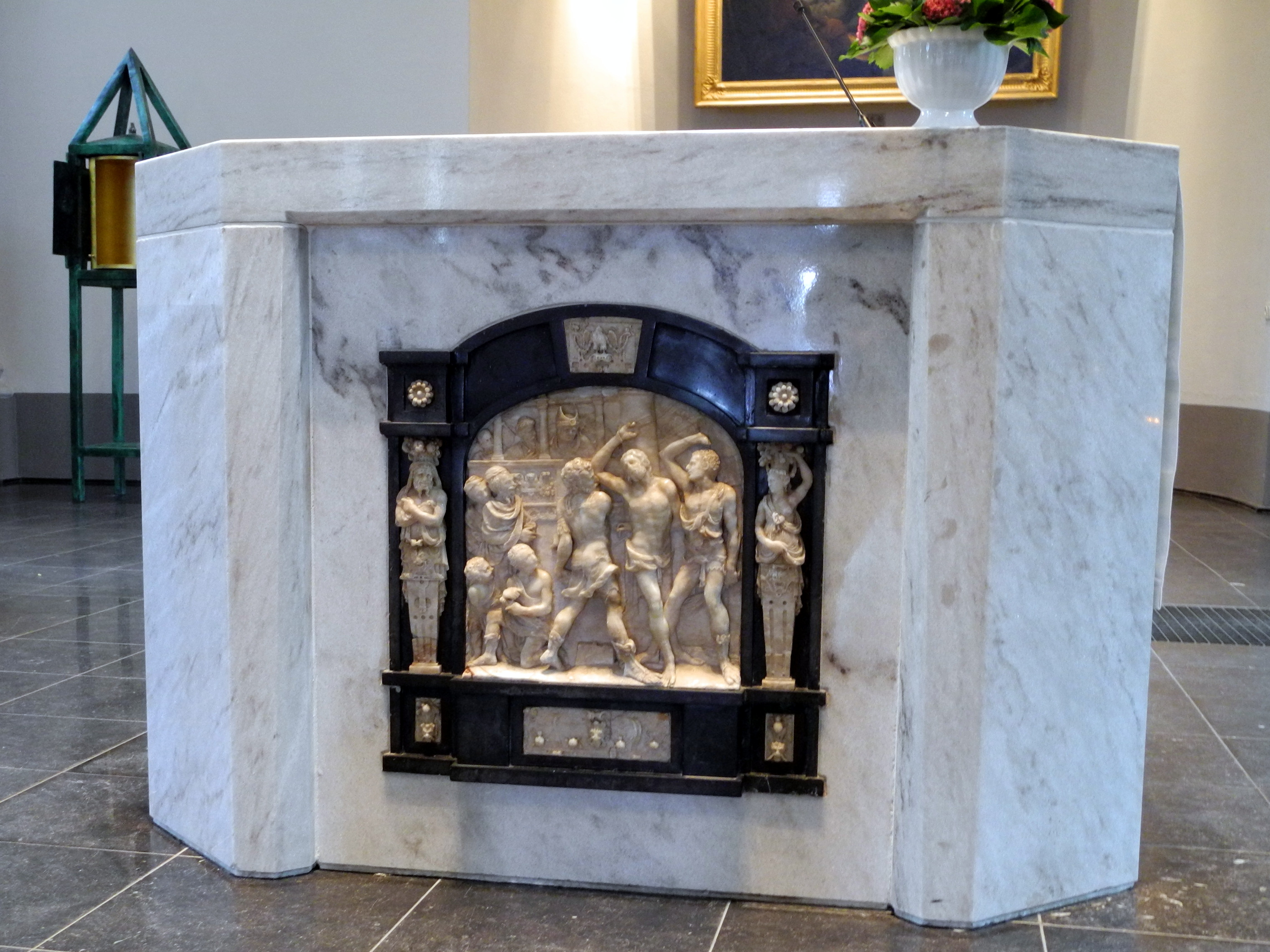
altaar
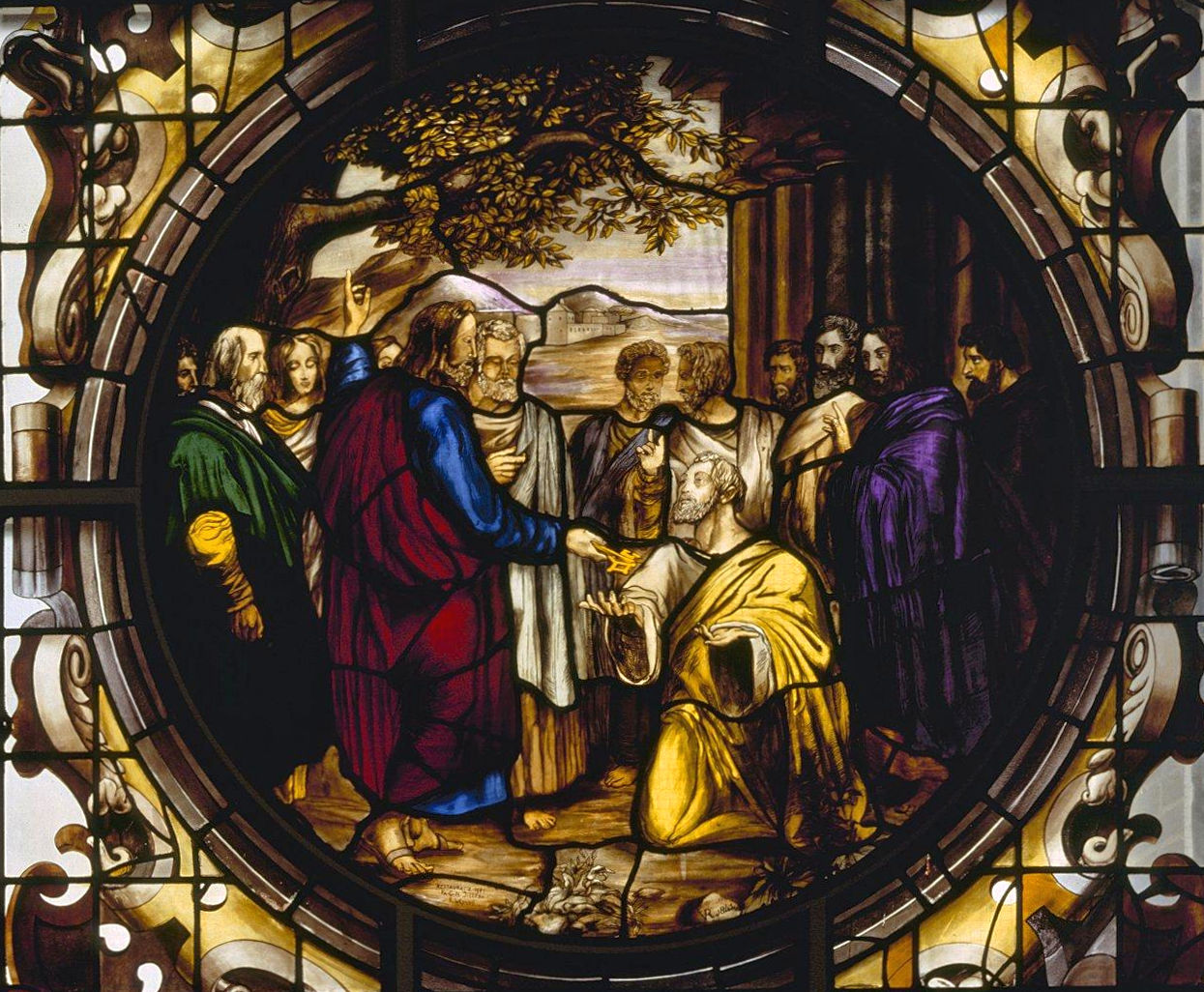
detail Petrusraam (1841) van Van Rijckevorsel
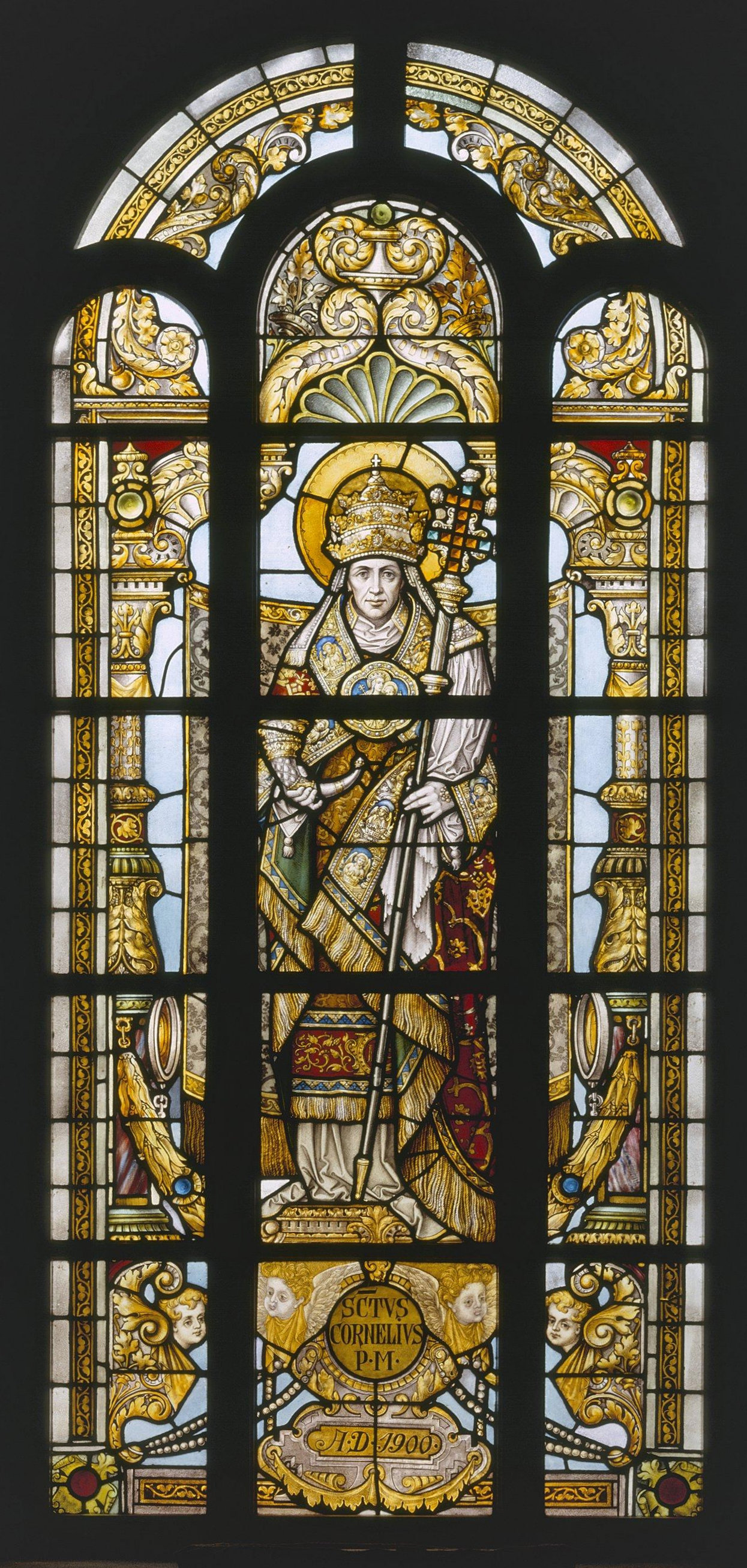
Corneliusraam door Mengelberg

## Waardering
De kapel werd in 1968 als rijksmonument in het Monumentenregister opgenomen.